# فيليب كوني
فيليب كوني (بالإنجليزية: Philip Cooney)‏ هو سياسي أمريكي، ولد في 16 يوليو 1959. حزبياً، نشط في الحزب الجمهوري.